# Drosophila cubicivittata
Drosophila cubicivittata är en tvåvingeart som beskrevs av Toyohi Okada 1966. Drosophila cubicivittata ingår i släktet Drosophila och familjen daggflugor.
Artens utbredningsområde är Nepal.